# Notoprajan
Notoprajan is een bestuurslaag in het regentschap Jogjakarta van de provincie Jogjakarta, Indonesië. Notoprajan telt 7468 inwoners (volkstelling 2010).